# Nižná Slaná
Nižná Slaná (deutsch Niedersalz, ungarisch Alsósajó) ist eine Gemeinde in der Ostslowakei. Sie liegt im südöstlichen Teil des Slowakischen Erzgebirge, an der Mündung des Kobeliarovský potok in den Fluss Slaná (deutsch Salz). Die Stadt Dobšiná liegt 12 km nach Norden und die Stadt Rožňava 14 km nach Südosten. Durch den Ort verläuft die Hauptstraße 67, welche die ungarische mit der polnischen Grenze miteinander verbindet.
Der Ort wurde 1363 zum ersten Mal als Sayow erwähnt. 
Im 19. Jahrhundert entwickelte sich der Quecksilber- und Erzabbau (Siderit) und Verarbeitung. 2008 wurde der Erzabbau eingestellt.
Die Gemeinde umfasst neben dem Hauptort auch den Ortsteil Nižnoslanská Baňa.

## Bevölkerung
| Jahr                | 1994 | 2004     | 2014    | 2024    |
| ------------------- | ---- | -------- | ------- | ------- |
| Anzahl der Personen | 1073 | 1207     | 1247    | 1240    |
| Unterschied         |      | +12,48 % | +3,31 % | −0,56 % |

| Jahr                | 2023 | 2024    |
| ------------------- | ---- | ------- |
| Anzahl der Personen | 1248 | 1240    |
| Unterschied         |      | −0,64 % |